# 軟マンガン鉱
軟マンガン鉱（なんまんがんこう、pyrolusite、パイロルース鉱）は、二酸化マンガン鉱物のひとつ。正方晶系の結晶であり、組成式はMnO2で表される。同様の化学組成式で表される鉱物にはラムスデル鉱、アフテンスク鉱があり、同様の結晶構造で表される鉱物にはルチル（TiO2）、錫石（SnO2）がある。名は古来、ガラスの着色に使用された事より、ギリシャ語で火を表す「pyr」に由来する。灰色の柔らかい鉱物である。